# Reattore nucleare a sali fusi

Schema di un reattore a sali fusi.

Un reattore nucleare a sali fusi (MSR, acronimo di Molten Salt Reactor) è un tipo di reattore nucleare a fissione dove il refrigerante primario, o persino il combustibile stesso è un miscuglio di sali fusi. I reattori nucleari a sali fusi operano a una temperatura superiore a quelli refrigerati ad acqua così da avere un rendimento termodinamico superiore, restando però a una pressione di vapore bassa.
Operare vicino alla pressione atmosferica riduce le sollecitazioni meccaniche, semplifica gli aspetti progettuali e migliora la sicurezza. Dovrebbe essere possibile costruire e far operare reattori a sali fusi in modo più economico rispetto alle centrali a carbone.
Il combustibile nucleare può essere solido o disciolto nel refrigerante stesso. In molti progetti il combustibile nucleare è disciolto come tetrafluoruro di uranio (UF4) in un refrigerante fatto di sali di fluoruro. Il fluido diventa critico in un nucleo di grafite che fa da moderatore. I reattori con combustibile allo stato solido utilizzano elementi ceramici dispersi in una matrice di grafite, il sale fuso rimuove il calore operando a bassa pressione e temperatura elevata. I sali sono molto più efficienti dell'acqua nel rimuovere il calore dal nucleo, riducendo la necessità di pompare il liquido, il diametro delle tubazioni e le dimensioni del nucleo.
Il primo reattore a sali fusi, l'Aircraft Reactor Experiment, era motivato soprattutto dalle dimensioni compatte che poteva fornire quest'ultimo, mentre il Molten-Salt Reactor Experiment (1965-1969) era un prototipo per una centrale nucleare autofertilizzante alimentata a torio. Un rinnovato interesse verso questa tecnologia si è avuto fin dai primi anni 2000 con lo sviluppo del concetto di Reattore nucleare di IV generazione che comprende una versione refrigerata a sali fusi; il progetto di riferimento iniziale prevedeva una potenza di 1000 MWe. Si stima che i primi reattori di IV generazioni cominceranno a operare entro il 2030.
Un altro vantaggio di avere un nucleo piccolo è che ha una quantità minore di materiali che possono assorbire i neutroni. In un reattore che impiega torio come combustibile, un'eccellente economia neutronica favorisce una migliore fertilizzazione del torio-232 in uranio-233. Per tale motivo, il reattore a sali fusi risulta essere particolarmente adatto per il ciclo del combustibile nucleare del torio.

## Storia

### L'Aircraft Reactor Experiment

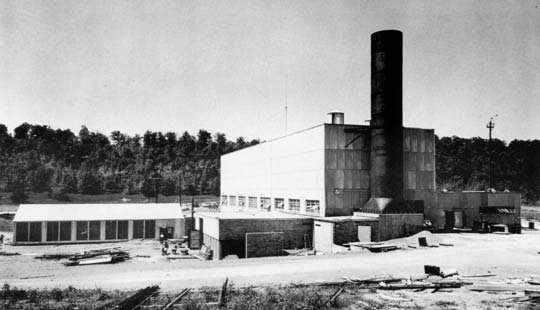
L'edificio per l'Aircraft Reactor Experiment, fu successivamente adattato per il MSRE.

La ricerca dettagliata sui reattori a sali fusi ebbe inizio con il progetto statunitense Aircraft Reactor Experiment (ARE) in funzione di supporto al programma statunitense Aircraft Nuclear Propulsion. L'ARE era un reattore nucleare sperimentale da 2,5 MW termici, progettato per raggiungere un'alta densità di potenza per il suo utilizzo da motore per un bombardiere ad alimentazione nucleare. Il progetto includeva diversi esperimenti tra cui prove di reattori e di motori ad alta temperatura chiamati insieme Heat Transfer Reactor Experiments: HTRE-1, HTRE-2 e HTRE-3. Queste prove furono svolte al National Reactor Test Station (adesso l'Idaho National Laboratory), mentre un reattore sperimentale a sali fusi ad alta temperatura venne costruito al Oak Ridge National Laboratory, l'ARE. L'ARE utilizzava la miscela di sali di fluoruro NaF/ZrF4/UF4 (53-41-6 mol%) come combustibile, il moderatore era l'ossido di berillio (BeO), usava il sodio liquido come refrigerante secondario e aveva una temperatura di picco di 860 °C. Operò per 100 MWh durante un periodo di nove giorni nel 1954. Quest'esperimento usava la lega Inconel 600 per le strutture in metallo e i tubi.

### Il Molten-Salt Reactor Experiment

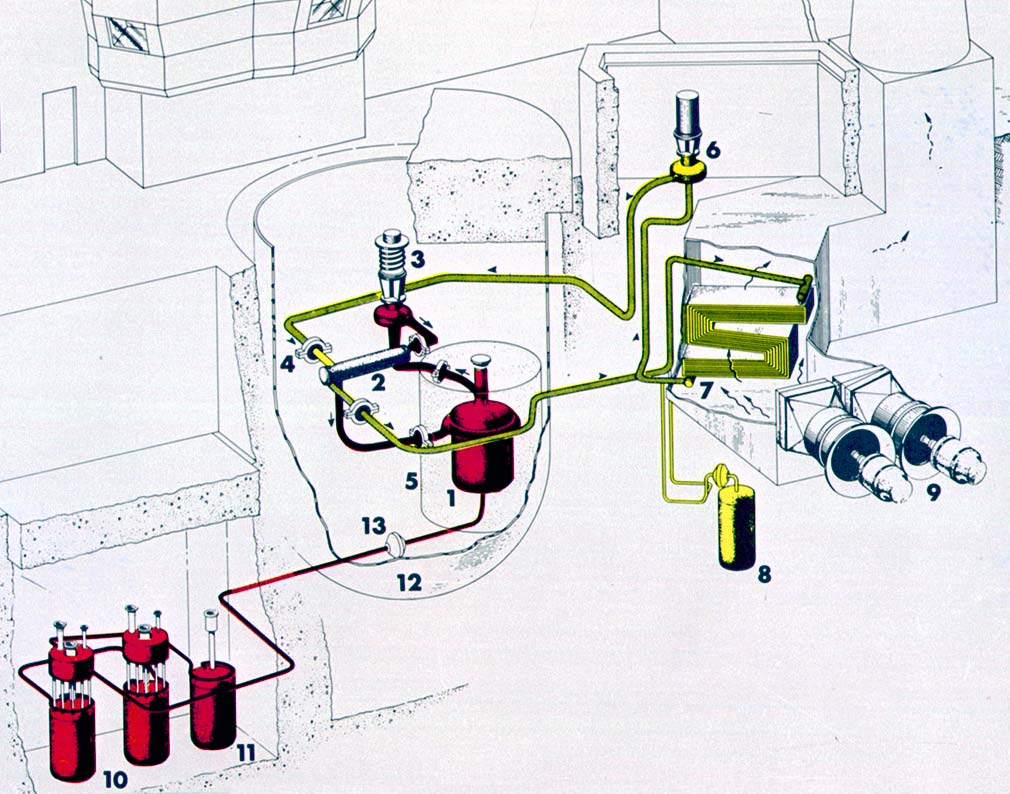
Schema del MSRE

L'Oak Ridge National Laboratory (ORNL) assunse la direzione della ricerca sui reattori a sali fusi negli anni 1960 e molto di questo lavoro culminò con il Molten-Salt Reactor Experiment (MSRE). Il MSRE era una reattore sperimentale da 7,4 MW termici che simulava la produzione di neutroni del nocciolo di un particolare reattore alimentato a torio, a sali fusi, autofertilizzante e intrinsecamente sicuro chiamato Liquid fluoride thorium reactor.
Il combustibile fuso 233UF4 sperimentato ha una singola catena di decadimento, ciò minimizza i rifiuti prodotti. La temperatura del reattore di 650 °C avrebbe potuto alimentare motori termici ad alta efficienza come i motori a gas a ciclo chiuso. Il grande, costoso mantello di sale di torio da fertilizzare fu omesso, in alternativa, si scelse di misurare la produzione di neutroni.
Il MSRE si trovava all'ORNL. I suoi tubi, il serbatoio del nocciolo e vari componenti strutturali erano realizzati in lega Hastelloy-N e il suo moderatore era di grafite pirolitica. Raggiunse la sua prima criticità nel 1965 e operò per quattro anni. Il combustibile per il MSRE era una miscela di LiF/BeF2/ZrF4/UF4 (65-29-5-1 mol%), la struttura interna in grafite lo moderava, il suo refrigerante secondario era FLiBe (2LiF•BeF2). Raggiunse temperature fino a 650 °C e operò per l'equivalente di circa 1,5 anni di potenza massima.

### Oak Ridge National Laboratory Molten Salt Breeder Reactor
Gli sforzi della ricerca dell'Oak Ridge National Laboratory tra gli anni 1970-1976 risultarono nel progetto del Molten Salt Breeder Reactor (MSBR) che avrebbe utilizzato LiF/BeF2/ThF4/UF4 (72-16-12-0.4 mol%) come combustibile, grafite, da sostituire ogni 4 anni, come moderatore, NaF/NaBF4 come refrigerante secondario e con una temperatura massima di esercizio di 705 °C.
Il reattore ai sali fusi offriva molti vantaggi teorici:
- Una sicurezza intrinseca (dovuta a componenti passivi e il coefficiente di temperatura fortemente negativo).

- L'utilizzo di abbondanti riserve di torio per produrre l'uranio-233 combustibile.

- Molto più ecologico: con un ciclo del combustibile chiuso, le scorie sono fatte principalmente da prodotti di fissione, la maggior parte delle quali ha un tempo di dimezzamento breve rispetto agli elementi attinoidi. Questo può portare a una riduzione consistente del periodo di stoccaggio geologico richiesto (300 anni invece di decine di migliaia).

- La natura fluida del combustibile permette non solo di estrarre i prodotti di fissione, ma anche di separarli tra loro, questo rende possibile la raccolta e vendita di prodotti di fissione potenzialmente utili.

- Può «bruciare» alcuni rifiuti radioattivi problematici (assieme agli elementi transuranici dai tradizionali reattori nucleari a combustibile solido)

- Utilizzabile anche in versioni piccole, anche da 2-8 MW termici o da 1-3 MW elettrici. Sono possibili reattori per sottomarini o aeromobili.

- Può reagire alle variazioni di carico in meno di 60 secondi (a differenza dei tradizionali reattori a combustibile solido).

Il progetto Molten Salt Breeder Reactor ricevette fondi fino al 1976. Correggendo per l'inflazione, in termini di dollari del 1991, il progetto ricevette $38,9 milioni dal 1968 al 1976; per confronto, la ricerca sul LMFBR ricevette $1459,6 milioni durante lo stesso periodo, anche qui correggendo per l'inflazione (circa 37,5 volte tanto).
Seguono le ragioni per la cancellazione del progetto:
- Negli Stati Uniti il supporto tecnico e politico per il progetto era geograficamente insufficiente. Solo a Oak Ridge, Tennessee, la tecnologia era ben capita.[7]

- Il progetto MSR era in competizione con il progetto di sviluppo dei reattori autofertilizzanti a neutroni veloci LMFBR, quest'ultimi ebbero un inizio di successo e per il loro sviluppo venivano spesi ingenti fondi governativi in molte parti degli Stati Uniti.

Quando il progetto di sviluppo MSR progredì a tal punto da giustificare un programma notevolmente ampliato, portandolo allo sviluppo commerciale, l'AEC non poteva giustificare il dirottamento di somme consistenti dai LMFBR a un programma concorrente.

## Sviluppi recenti

### Reattore a sale fuso a temperatura molto alta
La ricerca sta riprendendo sui reattori che utilizzano il sale fuso come refrigerante. Sia i reattori a sali fusi tradizionali sia i reattori a temperatura molto alta o Very high temperature reactor (VHTR) sono stati  presi in considerazione come reattori di IV generazione. Una versione del VHTR attualmente in fase di studio è il reattore a sale fuso a temperatura molto alta o Liquid Salt Very High Temperature Reactor (LS-VHTR), anche noto come reattore avanzato a temperatura molto alta o Advanced High Temperature Reactor (AHTR). È essenzialmente un VHTR tipico che usa sale fuso nel circuito primario, invece di un solo circuito di elio. Usa il combustibile TRISO disperso in grafite. Le prime ricerca sul AVHTR erano orientate sulla grafite sotto forma di barre di grafite inserite in blocchi esagonali moderatori di grafite ma la ricerca odierna si focalizza sul combustibile tipo pebble bed. Il LS-VHTR ha molte caratteristiche interessanti, tra cui: la capacità di lavorare a temperature molto elevate (il punto di ebollizione dei sali fusi è superiore ai 1400 °C), un raffreddamento a bassa pressione che può essere utilizzato per un impianto di produzione d'idrogeno (molti impianti richiedono temperature superiori a 750 °C), una migliore efficienza di conversione in elettricità rispetto ai reattori VHTR a elio, dei sistemi di sicurezza passiva e una migliore ritenzione dei prodotti di fissione in caso di un incidente. Adesso il concetto è chiamato Fluoride Salt Cooled High Tempreature Reactor (FHR).

### Reattore a torio ai fluoruri fusi
Un reattore contenente sali fusi di torio, chiamato Reattore a torio ai fluoruri fusi o Liquid Fluoride Thorium Reactor (LFTR), utilizza l'abbondante fonte di energia che è il ciclo del combustibile del torio. Aziende private in Giappone, Russia, Australia e negli Stati Uniti, e il governo cinese, hanno espresso interesse nello sviluppo di questa tecnologia.
I sostenitori di questa tecnologia stimano che 500 tonnellate di torio potrebbero fornire l'intero fabbisogno energetico annuale di tutti gli Stati Uniti. L'United States Geological Survey stima che il deposito più grande, nel distretto di Lemhi Pass sul confine Montana-Idaho, contiene riserve di 64.000 tonnellate di torio.

### Il MSR Fuji
Il MSR Fuji è un LFTR da 100 a 200 MW elettrici che usa una tecnologia simile al reattore del Oak Ridge National Laboratory. Il progetto è gestito da un consorzio che include membri dal Giappone, dagli Stati Uniti e dalla Russia. Probabilmente la realizzazione di un reattore di grandi dimensioni richiederà molto tempo ma al progetto sembrano mancare i fondi.

### Il progetto MSR al torio Cinese
Sotto la direzione di Jiang Mianheng, la Repubblica Popolare Cinese ha avviato un progetto di ricerca sulla tecnologia dei reattori a sali fusi a torio. È stato annunciato ufficialmente in occasione della conferenza annuale dell'Accademia Cinese delle Scienze (ACS) nel gennaio 2011. Il suo fine ultimo è quello di sviluppare un reattore pilota a sali fusi a torio in 20 anni.

### Flibe Energy
Kirk Sorensen, ex-scienziato NASA, capo tecnico nucleare presso la Teledyne Brown Engineering e coniatore del termine LFTR, è da tempo un sostenitore del ciclo del combustibile del torio. Nel 2011 ha fondato Flibe Energy, una società finalizzata allo sviluppo dei reattori LFTR da 20-50 MW progettati per alimentare le basi militari. (È al momento più facile far approvare nuovi progetti militari rispetto a modelli civili di centrali elettriche per via del sistema normativo statunitense.)

### La Fondazione Weinberg
La Fondazione Weinberg è una organizzazione non a scopo di lucro fondata nel 2011, dedicata ad agire come un centro per la comunicazione, il dibattito e l'influenza politica per sensibilizzare sul potenziale dell'energia dal torio e sul LFTR. È stata ufficialmente inaugurata alla camera dei Lord l'8 settembre 2011. Prende il nome dal fisico nucleare americano Alvin M. Weinberg che fu un pioniere nella ricerca sui reattori a sali fusi a torio.

## Opzioni di combustibile per il reattore
- La variante alimentata a torio, chiamata LFTR, è stata d'interesse per molti ingegneri nucleari. Il suo esponente più importante è stato Alvin M. Weinberg, che brevettò il reattore ad acqua leggera e fu il direttore della Oak Ridge National Laboratory statunitense, un importante centro di ricerca nucleare. Recentemente è stato oggetto di rinnovato interesse.
- I reattori a sali fusi possono essere alimentati utilizzando Uranio-235 arricchito.
- I reattori a sali fusi possono essere alimentati utilizzando materiale fissile da ordigni nucleari.[17]

## Reattori raffreddati a sali
I reattori alimentati a sali sono molto diversi dai reattori raffreddati a sali, chiamati semplicemente «Molten Salt Reactor System» nella proposta dei reattori di IV generazione, anche chiamati MSCR, che è anche l'acronimo del design del Molten Salt Converter Reactor. Questi reattori erano chiamati Advanced High Temperature Reactors (AHTR), ma dal 2010 la designazione del DoE è Fluoride High-temperature Reactors (FHR).
Benché il combustibile non possa essere facilmente riprocessato, il reattore FHR mantiene la sicurezza, i vantaggi di costo derivanti dalla bassa pressione operativa e una maggior efficienza rispetto ai convenzionali LWR a causa delle alte temperature raggiunte dal fluido operativo.
Gran parte della ricerca sui FHRs si concentra su scambiatori di calore compatti. Utilizzando scambiatori di calore più piccoli, si può utilizzare meno sale e quindi si potrebbe avere un notevole risparmio.
I sali fusi possono essere altamente corrosivi, tanto più che la temperatura aumenta. Per il circuito di raffreddamento primario del reattore è necessario un materiale in grado di resistere alla corrosione, a temperature elevate e a intense radiazioni. Gli esperimenti dimostrano che Hastelloy-N e leghe simili sono abbastanza adatti a questi compiti per temperature fino a circa 700 °C. Non c'è ancora esperienza con il comportamento dei materiali a lungo termine in un reattore di scala commerciale. Temperature di operazione superiori sarebbero desiderabili, ma a 850 °C diventa possibile la produzione termochimica di idrogeno che crea serie difficoltà di progettazione. Materiali per questa gamma non sono ancora stati dimostrati, però compositi di carbone, leghe di Molibdeno, Carburi e materiali refrattari metallici potrebbero essere possibili.

## Selezione del sale

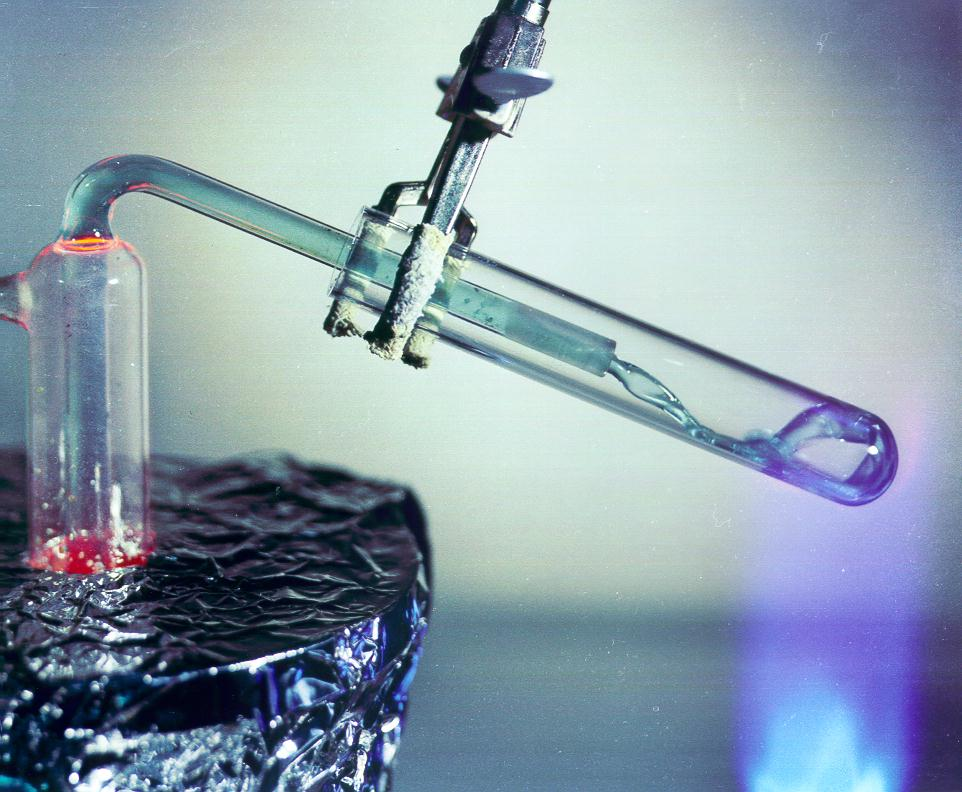
FLiBe fuso

I miscugli di sali sono scelti in tal modo da migliorare la sicurezza e la praticità del reattore. Si preferiscono i fluoruri perché non richiedono la separazione isotopica, a differenza dei cloruri, e non diventano radioattivi quando bombardati da neutroni. Inoltre, assorbono  meno neutroni e moderano i neutroni veloci. I fluoruri a bassa valenza bollono a temperature elevate, anche se molti pentafluoruri ed esafluoruri bollono a bassa temperatura. I fluoruri devono raggiungere temperature molto elevate prima di separarsi nei loro componenti chimici, sono chimicamente stabili se mantenuti ben al di sotto della loro temperatura di ebollizione.
Spesso la composizione del sale è vicina a quella di un eutettico per ridurre il suo punto di fusione. Un basso punto di fusione semplifica l'avvio del reattore nucleare e riduce il rischio che il sale si solidifichi nello scambiatore di calore.
Alcuni sali sono così utili che la loro produzione per separazione isotopica è comunque vantaggiosa. I cloruri consentono la costruzione di reattori a sali fusi autofertilizanti a neutroni veloci, ma poco lavoro è stato fatto sui reattori che li usano. Il cloro deve essere quasi totalmente  cloro-37 per ridurre la produzione di tetrafluoruro di zolfo, prodotto dal decadimento radioattivo del cloro attivato. Analogamente, il litio presente in una miscela di sali deve essere Litio-7 per ridurre la produzione di trizio, che formerebbe fluoruro di idrogeno.
Data l'ampia finestra di stabilità dei sali di fluoruri fluidi, il potenziale chimico può essere cambiato. Una miscela Fluoro-Litio-Berillio (FLiBe) può essere usata per abbassare il potenziale elettrochimico ed eliminare quasi del tutto la corrosione. Tuttavia, data la tossicità del berillio, devono essere prese precauzioni speciali per prevenirne la dispersione nell'ambiente. Molti altri sali possono causare problemi di corrosione, specialmente se il reattore è abbastanza caldo da produrre idrogeno altamente reattivo.
Finora molti ricercatori si sono concentrati sul FLiBe, perché litio e berillio sono moderatori abbastanza efficaci e formano un eutettico. Il berillio aumenta anche il numero di neutroni, migliorando l'efficienza del reattore. Questo processo avviene in quanto il berillio emette  due neutroni dopo averne assorbito uno. Nei sali in cui avviene la fissione generalmente si aggiunge l'uno o il due percento di UF4. Si usano anche fluoruri di torio e plutonio.
| Materiale                   | Cattura neutronica in confronto alla grafite (per unita di volume) | Rapporto di moderazione (Media 0.1-10 eV) |
| --------------------------- | ------------------------------------------------------------------ | ----------------------------------------- |
| Acqua pesante               | 0.2                                                                | 11449                                     |
| Acqua leggera               | 75                                                                 | 246                                       |
| Grafite                     | 1                                                                  | 863                                       |
| Sodio                       | 47                                                                 | 2                                         |
| UCO                         | 285                                                                | 2                                         |
| UO2                         | 3583                                                               | 0.1                                       |
| 2LiF–BeF2                   | 8                                                                  | 60                                        |
| LiF–BeF2–ZrF4 (64.5–30.5–5) | 8                                                                  | 54                                        |
| NaF–BeF2 (57–43)            | 28                                                                 | 15                                        |
| LiF–NaF–BeF2 (31–31–38)     | 20                                                                 | 22                                        |
| LiF–ZrF4 (51–49)            | 9                                                                  | 29                                        |
| NaF–ZrF4 (59.5–40.5)        | 24                                                                 | 10                                        |
| LiF-NaF–ZrF4 (26–37–37)     | 20                                                                 | 13                                        |
| KF–ZrF4 (58–42)             | 67                                                                 | 3                                         |
| RbF–ZrF4 (58–42)            | 14                                                                 | 13                                        |
| LiF–KF (50–50)              | 97                                                                 | 2                                         |
| LiF–RbF (44–56)             | 19                                                                 | 9                                         |
| LiF–NaF–KF (46.5–11.5–42)   | 90                                                                 | 2                                         |
| LiF–NaF–RbF (42–6–52)       | 20                                                                 | 8                                         |

### Trattamento chimico del sale fuso
La possibilità di un trattamento continuo del sale può essere un vantaggio per il reattore. Il trattamento continuo riduce la presenza dei prodotti di fissione, controlla la corrosione e migliora l'economia neutronica rimuovendo i prodotti di fissione con alto assorbimento di neutroni, specialmente lo Xeno. Questo rende il reattore a sali fusi particolarmente adatto per il ciclo nucleare del torio che di per sé è povero di neutroni. Il trattamento continuo può introdurre il rischio di incidenti connessi alle sue operazioni e che possono causare il rilascio di sostanze radioattive.
In certi scenari di fertilizzazione del torio, il prodotto intermedio protoattinio-233 è rimosso dal reattore e lasciato a decadere per formare uranio-233, un materiale che si presta bene a essere usato in armi atomiche. Progetti più moderni propongono di usare una più bassa potenza specifica o un mantello di fertilizzazione per il torio. Questo diluisce il protoattinio a tal punto che pochi atomi assorbono un secondo neutrone o generano uranio-232 tramite una reazione (n,2n). Poiché l'uranio-232 ha un tempo di dimezzamento breve e la sua catena di decadimento contiene emettitori di raggi gamma duri, il miscuglio isotopico è un materiale meno desiderabile per la produzione di bombe. Questo beneficio verrebbe con lo svantaggio o di una quantità di materiale fissile maggiore o di un reattore con grandi quantità di sale nel mantello di fertilizzazione.
La tecnologia per il trattamento del combustibile è stata dimostrata, ma solo su scala di laboratorio. Una condizione necessaria per la realizzazione di un impianto in scala commerciale è la progettazione di un sistema economico per il trattamento del sale.

### Problemi connessi al riprocessamento del combustibile
Il riprocessamento si riferisce alla separazione chimica del combustibile fissile, uranio e plutonio, dalle scorie nucleari. Il recupero di uranio o plutonio potrebbe produrre un rischio di proliferazione nucleare. Negli Stati Uniti la situazione normativa è cambiata drasticamente con i vari governi.
Nella proposta originale del Molten Salt Breeder Reactor del 1971, il riprocessamento dell'uranio avveniva ogni dieci giorni come parte del funzionamento del reattore. In un secondo momento fu proposto un progetto di reattore con ciclo di combustibile aperto e che proponeva di limitare il riprocessamento dell'uranio a ogni trenta anni, la fine della vita utile del sale. Si prevedeva un miscuglio di uranio-238 per essere sicuri che l'uranio recuperato non sarebbe stato di livello militare. Se il riprocessamento fosse proibito l'uranio sarebbe smaltito insieme agli altri prodotti di fissione.

## Paragone con i reattori ad acqua leggera
I reattori a sali fusi possono essere più sicuri dei normali reattori ad acqua leggera. I reattori a sali fusi possono avere un «tappo congelato» in fondo al reattore, un po' del refrigerante solidificato, che deve essere raffreddato attivamente, di solito con un ventilatore elettrico. Se il raffreddamento non avviene, per esempio a causa di una mancanza di corrente, la ventola si ferma, il «tappo» si scioglie e il sale fuso si scarica in un impianto di stoccaggio sotto critico raffreddato passivamente. I sali fusi intrappolano i prodotti di fissione chimicamente e reagiscono lentamente o non reagiscono affatto con l'aria. Inoltre, il sale non brucia in aria o acqua e non viene alterato dalle radiazioni. Il nucleo e il circuito di raffreddamento primario operano vicino alla pressione atmosferica e non contengono vapore, quindi un'esplosione di vapore è impossibile. Anche in caso di incidente, molti prodotti di fissione radioattivi rimarrebbero nel sale senza disperdersi nell'atmosfera. Un nucleo fuso è a prova di fusione del nocciolo, quindi il peggior incidente possibile è una perdita. In questo caso, il sale può essere scaricato in un impianto di stoccaggio refrigerato passivamente, controllando l'incidente. 
Sono stati proposti dei reattori sperimentali sotto critici super-sicuri con acceleratori che producono neutroni. In questi reattori l'inizio della trasmutazione del torio in uranio-233 può essere realizzata direttamente con ciò che è essenzialmente una fonte medica per protoni.
Certi tipi di reattori a sali fusi sono molto economici. Dato che il nucleo e il circuito di refrigerazione primario sono a bassa pressione, possono essere costruiti con pareti sottili e saldature economiche. Quindi può essere molto più economico del recipiente in  pressione richiesto per il nucleo di un reattore ad acqua leggera. Inoltre, una qualche forma di reattore a combustibile liquido a torio fertilizzato potrebbe utilizzare meno materiale fissile a parità di MWh di qualsiasi altro reattore. I reattori a sali fusi possono operare a temperature molto alte, ottenendo alti rendimenti per la produzione di energia elettrica. Le temperature di alcuni progetti  proposti sono abbastanza alte per produrre idrogeno or per alimentare altre reazioni chimiche. Per questa ragione, questi reattori sono stati inclusi nel piano GEN-IV per ulteriori approfondimenti.
I reattori a sali fusi hanno anche un'economia neutronica molto migliore e, a seconda del progetto, uno spettro di neutroni più duro dei reattori convenzionali. Possono quindi operare con combustibili meno reattivi. Alcuni progetti (come il MSRE) possono funzionare con tutte e tre i combustibili nucleari comuni. Per esempio, può fertilizzare l'uranio-238, il torio o persino le scorie dei reattori ad acqua leggera. Mentre un reattore raffreddato ad acqua non può consumare tutto il plutonio che produce, poiché l'accumulo delle impurità tra i prodotti di fissione assorbe troppi neutroni, «avvelenando» il reattore.
I reattori a sali fusi sono realizzabili in una vasta gamma di potenze. Reattori piccoli da pochi MW sono stati costruiti e operati. Sono stati proposti progetti teorici di molti GW. Per via delle loro strutture leggere e nuclei compatti, i reattori a sali fusi hanno peso inferiore per watt (cioè hanno una maggiore «potenza specifica») rispetto ad altri reattori. Così, con le loro piccole dimensioni e con lunghi periodi tra rifornimenti, sono una scelta eccellente per alimentare i veicoli, tra cui navi, aeromobili e veicoli spaziali. Ciò è stato dimostrato dal loro prototipo iniziale, l'ARE.

## Svantaggi
Da notare: Molti degli sforzi di ricerca e sviluppo nei prossimi decenni saranno mirati a risolvere questi problemi, cosicché alcuni potranno essere risolti o ridotti. Nuovi problemi potrebbero apparire ed essere o meno affrontati.
- Concetto meno sviluppato rispetto ad altri reattori di IV generazione.
- Necessità di utilizzare un impianto in loco per gestire la miscela chimica del reattore e rimuovere i prodotti di fissione.
- I sali di litio presenti causeranno una produzione di trizio (prodotto anche dai reattori ad acqua pesante), anche se viene utilizzato 7Li puro.
- Probabilmente saranno necessari cambiamenti alle norme per affrontare progetti radicalmente diversi.
- La corrosione potrebbe avvenire nel corso dei decenni del funzionamento del reattore e potrebbe essere problematica.
- Le leghe a base di nickel e ferro sono soggette a infragilimento in quanto soggette ad alti flussi di neutroni.